# Érkeserű
Érkeserű (románul Cheșereu) falu Romániában, Bihar megyében. Közigazgatásilag Kiskerekihez tartozik.

## Fekvése
Bihar megyében, Érmihályfalvától délre, Asszonyvására és Éradony között fekvő település.

## Nevének eredete
Érkeserű neve valószínűleg a "Kis eru" szóösszetételből, vagy "Keseru" (ártézi) vizéből ered. De lehetséges, hogy a tatárjárás alatt elpusztult Nagy-Ér nevű falu nevével rokon elnevezést takar a Kis eru (Kis-Ér) elnevezés.

## Története
A falu környékén kőkorszaki, bronzkori, római kori , szarmata, gót, gepida és avar átvonulások időszakából régészeti leletek bukkantak fel.
Először 1215-ben említik Érkeserűt Quesereu formában a Váradi Regestrumban (VarReg 141.). Neve az idő folyamán többször is változott: 1215 – Quesereu; 1236 – Kueserev; 1284 – Keseru; 1291-94 – villa Keseru; 1307 – Keserew; 1310 – villa Keserew, Kesereu; 1323 – Kezereu; 1332 – villa Keseres; 1337 – villa Keserev; 1355 – Kesereu; 1400 – Keserew; 1435 – Keserew; 1598 – Kesereő; 1692 – Kesserű, Keszerü, Kessery; 1773 – Er-Kesserű; 1808 – Keserü (Ér-); 1828 – Ér Kesserü; 1839 – Ér-Keserü; 1851 – Ér-Keserű; 1893 – Ér-Keserü; 1900 – Ér-Keserű; 1913 – Érkeserű; 1944 – Érkeserű.
A település neve már a XIII. században is előfordult, mint Lőrincz poroszló lakhelye.
1236-ban Keserű Péter birtoka volt.
Az 1200-as évek első felében IV. Béla király az Osl nemzetség egyik tagjának ajándékozta a falut, aki a Dunántúlról került Bihar Vármegyébe valószínűleg az 1230-as években.
Az Osl család egyik tagja váradi püspök volt az 1231-1242 közötti időben.
Érkeserű  1350-ben Szalaccsal és Szatmárnémetivel együtt városi rangot kapott.
1366-ban az Osl nemzetség kihalta után Jakcs mester kapta meg királyi adománnyal. A Faluban e család emlékét őrzi máig az ún. Jakcsi domb.
A XV. század második felében a váradi püspök birtoka volt, akit itteni birtokában 1453-ban megerősítettek. Az akkori időkből való kápolna a mai Püspökdomb nevű magaslaton állhatott.
1552-ben Horváth Péter volt itt birtokos.
1573-ban, majd 1600-ban a Gyulai bég és Szejdi pasa itteni portyázásai során a falut, s lakosságát a környező érmelléki mocsarak védték meg a törököktől.
1628-ban Bethlen Gábor fejedelem az ippi és érkeserui Fráter családnak adományozta a települést Barát-Püspöki pusztával együtt.
1654-ben birtokosa II. Fráter Pál - II. Rákóczi György hajdúkapitánya és felesége a fejedelmi családból származó Barcsay Anna volt.
1800-as évek első felében több birtokosa is volt: így Nemess Ádám, Németh Albert, Fráter Lajos és László, Kazinczy Viktor és Sándor, és a Péchy és a Semsey családok is.
A 19. században az Érmelléki-, majd az Érmihályfalvi járáshoz tartozott.
A 20. század elején Márton Imrének, Sándornak, Kuthy Károlynak és báró Wangenheim Gyulának volt itt nagyobb birtoka.
A település melletti erdőben fekvő Faluhelye nevű dűlőről kétféle szályhagyomány is fennmaradt: Az egyik szerint ez az elpusztult falu helye, míg a másik a tatárjáráskor ebben az erdőben húzta meg magát a falu népe.

## Lakossága
1784-ben összesen 1031 lakosa , 1850-es években 2300 lakosa, míg 1880-ban már csak 1229 lakója volt. Az 1910-es népszámláláskor 1520 magyar lakost jegyeztek le. 2002-ben 1078 lakosból 933 magyar, 19 román, 126 roma.

## Nevezetességek
- Református templom - 1800-ban építették át.
- Római katolikus templom - 1825-ben épült.

## Híres személyiségek
- Böszörményi Jenő (1872–1957) Első magyar diesel motor tervezője, gyártója.
- Számadó Ernő (1907–1983) költő, meseíró, erdélyi '56-os
- Keserüi Dajka János (1580–1633) református püspök, egyházi író.
- Bihari Mór (1860–1926) író, könyvkiadó.
- Csécsi Nagy Imre (1804–1847) orvos, természettudományi író, debreceni kollégiumi tanár.